# Ignazio Corrao
Ignazio Corrao (ur. 14 stycznia 1984 w Rzymie) – włoski polityk i prawnik, poseł do Parlamentu Europejskiego VIII i IX kadencji.

## Życiorys
Ukończył studia prawnicze na Uniwersytecie w Palermo. Pracował m.in. przy kampaniach fundraisingowych i praktykował w firmie prawniczej. Następnie został zatrudniony we frakcji parlamentarnej Ruchu Pięciu Gwiazd w Sycylijskim Zgromadzeniu Regionalnym. W wyborach w 2014 z listy tego ugrupowania uzyskał mandat eurodeputowanego. W 2019 z powodzeniem ubiegał się o reelekcję. W 2020 opuścił Ruch Pięciu Gwiazd.